# Bohuslav Němec
Bohuslav Němec (2. listopadu 1913 Olomouc – 7. května 1942 Koncentrační tábor Mauthausen) byl československý důstojník v hodnosti nadporučíka a odbojář z období druhé světové války popravený nacisty.

## Život

### Před druhou světovou válkou
Bohuslav Němec se narodil 2. listopadu v Olomouci rodině železničáře Jana Němce a Marie Němcové, rodina se ale záhy přestěhovala do Přerova, kde vychodil obecnou a měšťanskou školu. Tamtéž poté vystudoval Obchodní akademii, kde v roce 1932 maturoval. Do roku 1935 pracoval jako obchodní úředník v Prostějově. Byl členem Dělnické tělocvičné jednoty. V roce 1935 byl odveden k vojenské službě, kterou absolvoval u pěšího pluku 40 ve Valašském Meziříčí. Poté nastoupil na Vojenskou akademii v Hranicích a stal se vojákem z povolání. Poté sloužil v Trenčianských Teplicích.

### Protinacistický odboj
V době německé okupace v březnu 1939 sloužil Bohuslav Němec u 41. pěšího pluku v Čadci. Vrátil se zpět k rodině do Přerova a společně s otcem a bratrem vstoupili do odbojové organizace Obrana národa. Pracoval jako kurýr a zpravodajec mezi protektorátem a Slovenským státem. Již v květnu 1939 došlo k jeho zatčení v Ostravě, byl ale propuštěn a v červenci téhož roku překročil hranice do Polska. V Krakově se přihlásil ke zde vznikající československé vojenské jednotce. Po vypuknutí druhé světové války a porážce Polska spolu s jednotkou ustoupil do Sovětského svazu, kde byl internován. Po napadení SSSR nacistickým Německem se přihlásil do zpravodajsko-sabotážního kurzu vedeného důstojníky československé mise, poté se stal velitelem výsadku S 1/R uskutečněném v noci z 9. na 10. září 1941 u Dřínova. Bohužel byl výsadek rozptýlen a později díky zradě jednoho z členů i pochytán a tak se Bohuslav Němec vydal k rodičům do Přerova. Získal zde síť spolupracovníků, ale fakt, že jej zde hodně lidí znalo, byl nebezpečný. Úkryt v Brodku u Přerova ve vile Jana Skopala pro něj zajistili manželé Jan a Marie Poláchovi, Bohuslav Němec se do něj přemístil 14. září 1941. Dalším úkrytem pro něj byla chata Václava Skaláka ve Vičanově. Jednal s dalšími odbojáři, Rudolf Smutek mu opatřil padělaný průkaz totožnosti a dále s ním úzce spolupracoval. Osudným se mu stalo 25. září 1941 náhodné setkání s příslušníkem Operace Aroš Ferdinandem Čihánkem, který se 30. září dobrovolně přihlásil na gestapu v Olomouci a Bohuslava Němce a další odbojáře vyzradil. K jeho zatčení došlo 31. října nebo 1. listopadu 1941 v Ostravě, kde se s pomocí Floriána Bayera ukrýval. Byl vězněn v brněnských Kounicových kolejích. Stanným soudem byl odsouzen k trestu smrti, dne 22. prosince 1941 převezen do koncentračního tábora Mauthausen, kde byl 7. května 1942 zastřelen. Ve stejný den a na stejném místě byl popraven Rudolf Smutek.

## Rodina
Rodiče Bohuslava Němce byli rovněž zatčeni. Otec Jan zahynul rovněž v Mauthausenu v dubnu 1942, matka Marie byla do konce války vězněna v koncentračním táboře Ravensbrück. Bratr Jan byl rovněž vojákem. Stejně jako Bohuslav uprchl z protektorátu a stal se příslušníkem československé zahraniční armády. Přes Francii a Velkou Británii se dostal do Sovětského svazu, kde vstoupil do 1. československého armádního sboru. V bitvě o Dukelský průsmyk byl těžce raněn výbuchem, při kterém zahynul generál Jaroslav Vedral.